# اگبرتو گیزمونتی
اگبرتو گیزمونتی (پرتغالی: Egberto Gismonti؛ زادهٔ ۵ دسامبر ۱۹۴۷) آهنگساز، گیتارنواز و پیانیست کلاسیک و جاز اهل برزیل است. او از سال ۱۹۶۹ میلادی تاکنون مشغول فعالیت بوده‌است.